# AESDO
La Asociación Española de Directores de Orquesta es una asociación sin ánimo de lucro creada en España el 16 de octubre de 2012 por Cristóbal Soler (presidente) y Óliver Díaz (vicepresidente) con el fin de fomentar la formación, promoción y el desarrollo de la profesión de dirección musical.
Los socios deben tener titulación en Dirección de orquesta o una trayectoria profesional como Director de Orquesta. También pueden asociarse los estudiantes de los cursos superiores de la Especialidad de Dirección de Orquesta.

## Fines
- Representar a los directores de orquesta ante las instituciones culturales y musicales, tanto dentro del territorio español como en el extranjero.
- Incentivar la fluidez de intercambio de conocimientos técnico-musicales dentro del mundo de la dirección de orquesta, creando simposios y congresos.
- Crear vínculos con otras asociaciones y estamentos musicales, relacionadas con la dirección de orquesta.
- Crear vínculos con el mundo pedagógico-formativo.
- Publicar y difundir ensayos y artículos especializados.
- Unir sinergias e intereses comunes de los socios de la Asociación con el objetivo de cuidar y velar por la profesión .
- Organización y desarrollo de conciertos o actividades tendentes a la promoción de directores u orquestas del mundo musical español.

## Actividades
- Coloquios
- Encuentros
- Conferencias
- Entrevistas
- Asistencia a los ensayos de las orquestas pertenecientes a AEOS
- Conciertos
- Cursos
- Simposiums